# Henry Farnham Burke
Sir Henry Farnham Burke (1859 – 1930) è stato un genealogista e ufficiale araldico britannico della Casa reale del Regno Unito.

Stemma di Henry Farnham Burke

Fu re d'armi della Giarrettiera dal 1919 al 1930.

## Biografia
Figlio di  Bernard Burke (che fu re d'armi di Ulster dal 1853 fino alla sua morte nel 1892), Henry Burke fu nominato all'ufficio di perservante d'armi Rouge Croix in ordinario nel 1880.  Nel 1887 Burke fu promosso all'ufficio di Araldo d'armi Somerset in ordinario. Il 26 ottobre 1911, Burke fu promosso a re d'armi di Norroy per sostituire William Henry Weldon. In tale posizione fu il responsabile del design della Military Cross. Nel 1913 gli venne assegnato l'ulteriore incarico di genealogista dell'Ordine del Bagno.  Il 22 gennaio 1919, fu promosso all'ufficio di re d'armi della Giarrettiera alla morte di Sir Alfred Scott-Gatty. Mantenne tale ufficio fino alla propria morte, avvenuta nel 1930.
Burke venne nominato commendatore dell'Ordine reale vittoriano (CVO) dal re Edoardo VII a Buckingham Palace l'11 agosto 1902, e fu successivamente promosso a cavaliere di commenda (KCVO) di tale ordine. Gli venne conferito il grado di compagno dell'Ordine del Bagno (CB) ai Coronation Honours del 1911.